# Volkach (Adelsgeschlecht)
Volkach (auch nach dem Sippennamen Rucker von Volkach) ist der Name eines fränkischen Ministerialengeschlechts. Die Familie, die im Raum um die namensgebende Stadt Volkach begütert war, wird zwischen dem 13. Jahrhundert und dem 14. Jahrhundert erwähnt. 

## Geschichte
Erstmals erwähnt wurde die Familie, die sich nach der heutigen Stadt Volkach benannte, in der Zeit um 1200.  In den Jahren zwischen 1190 und 1213 tauchte ein Heroldus de Volcaha, ein Herold in castellischen Diensten, als Zeuge auf einer Urkunde auf. Damals übertrug der Münsterschwarzacher Abt Gottfried dem Zisterzienserkloster Ebrach eine Hube im Dorf Brünnstadt. 1226 wurde ein Albert von Volkach in einer Urkunde des Bischofs Hermann von Würzburg genannt, in der Hedwig von Burgebrach als Minsterialin der Würzburger Kirche ihre Besitzungen an Ebrach verschenkte. Der gleiche Albert tauchte auch in einem Diplom auf, in dem das Hochstift für den Verkauf von würzburgischen Lehengütern durch Konrad von Speckfeld entschädigt wurde.
Die Herren von Volkach sind auch in den folgenden Jahrzehnten eng mit den Grafen zu Castell verbunden. So war Hermann von Volkach im Jahr 1240 Zeuge, als Graf Friedrich I. zu Castell zusammen mit seiner Frau Bertha von Henneberg sein Allodialgut in Stammheim dem Kloster Maidbronn übergab. Immer wieder tauchte der Sippenname Albert auf. So kann 1259 ein Albert von Volkach als Verkäufer seiner Güter an das Kloster Himmelspforten fassbar gemacht werden. Derselbe Albert erhielt am 1. Februar 1260 eine Zahlung. Unklar ist, welche Verwandtschaftsbeziehungen diesen mit dem im Jahr 1289 als Ritter erwähnten Rapoto von Volkach verband. Dieser tauchte mit seinem Bruder Friedrich als Zeuge in einer noch im gleichen Jahr verfassten Urkunde auf und wird als Zeuge auch noch einmal 1293 genannt.
Albert von Volkach erhielt im Jahr 1299 einen Morgen Weinberge „im Hauswert“ in der Gemarkung Volkach. 1301 wurde Rapoto als Zeuge neuerlich erwähnt. Neben der Zugehörigkeit zum castellischen Lehenhof waren die Ritter von Volkach auch den Fürstbischöfen weiterhin verbunden. Im ältesten Würzburger Lehenbuch ist auch Rapoto vertreten. So war er zwischen 1303 und 1304 mit Gütern in Neudorf (wohl bei Prichsenstadt) belehnt worden. Im gleichen Werk erscheint ein gewisser Rucker von Volkach und wurde mit einem Wald bei Volkach ausgestattet. Im Jahr 1319 wurde ein Hildebrand von Volkach als Wappner und Zeuge in einer Urkunde erwähnt. Unter dem Namen Rucker von Volkach erscheint im Jahr 1319 außerdem ein Würzburger Bürger, der ein Bündnis mit Bischof Gottfried schloss. Derselbe tauchte im Jahr 1324 zusammen mit seinem gleichnamigen Sohn auf und wird auch 1327 als Bürge und Würzburger Bürger erwähnt. 
Der jüngere Rucker erscheint in der Folge auch als Rädelsführer der am 24. April 1323 gewaltsam in den Würzburger Dom eindringenden Aufständischen. Er wurde zusammen mit anderen Aufständischen nach einem Schiedsspruch im Jahr 1324 nach Karlstadt verbannt. Bereits 1319 wurde ein Gottfried von Volkach vom Würzburger Fürstbischof mit einigen Gütern belehnt. Es ist aufgrund der Besitzstreuung allerdings unklar, ob es sich um ein Familienmitglied handeln kann. Die Familie verließ mit der Verbannung des jüngeren Rucker Würzburg und siedelte sich spätestens 1331 in Volkach an. Hier werden ein Hildebrand und ein Rucker als opidani (lat. Bürger) genannt. 1334 soll der Edelknecht Hildebrand von Volkach für Johann Fuchs von Schwanberg als Bürge einspringen. Mit Hildebrand scheint die Familie in der Mitte des 14. Jahrhunderts ausgestorben zu sein.

## Mitglieder
Teile der Stammliste der Familie von Volkach lassen sich rekonstruieren. 
- Herold (gen. um 1200)
  - Albert (gen. 1226–1231) 
    - Albert o. Apelo (gen. 1259 u. 1260)
    - C1 Rapoto (gen. 1289–1304)
    - C2 Friedrich (gen. 1289)
    - C3 Rucker der Ältere (gen. 1304–1324)
      - D1 Rucker der Jüngere (gen. 1323 u. 1324)
        - Hildebrand (gen. 1319 u. 1334)